# Sapromyza ombriosa
Sapromyza ombriosa är en tvåvingeart som beskrevs av Baez 2000. Sapromyza ombriosa ingår i släktet Sapromyza och familjen lövflugor. Inga underarter finns listade i Catalogue of Life.